# К-385
К-385 (заводской номер — 324) — советский ракетный подводный крейсер стратегического назначения, корабль проекта 667Б «Мурена».

## История

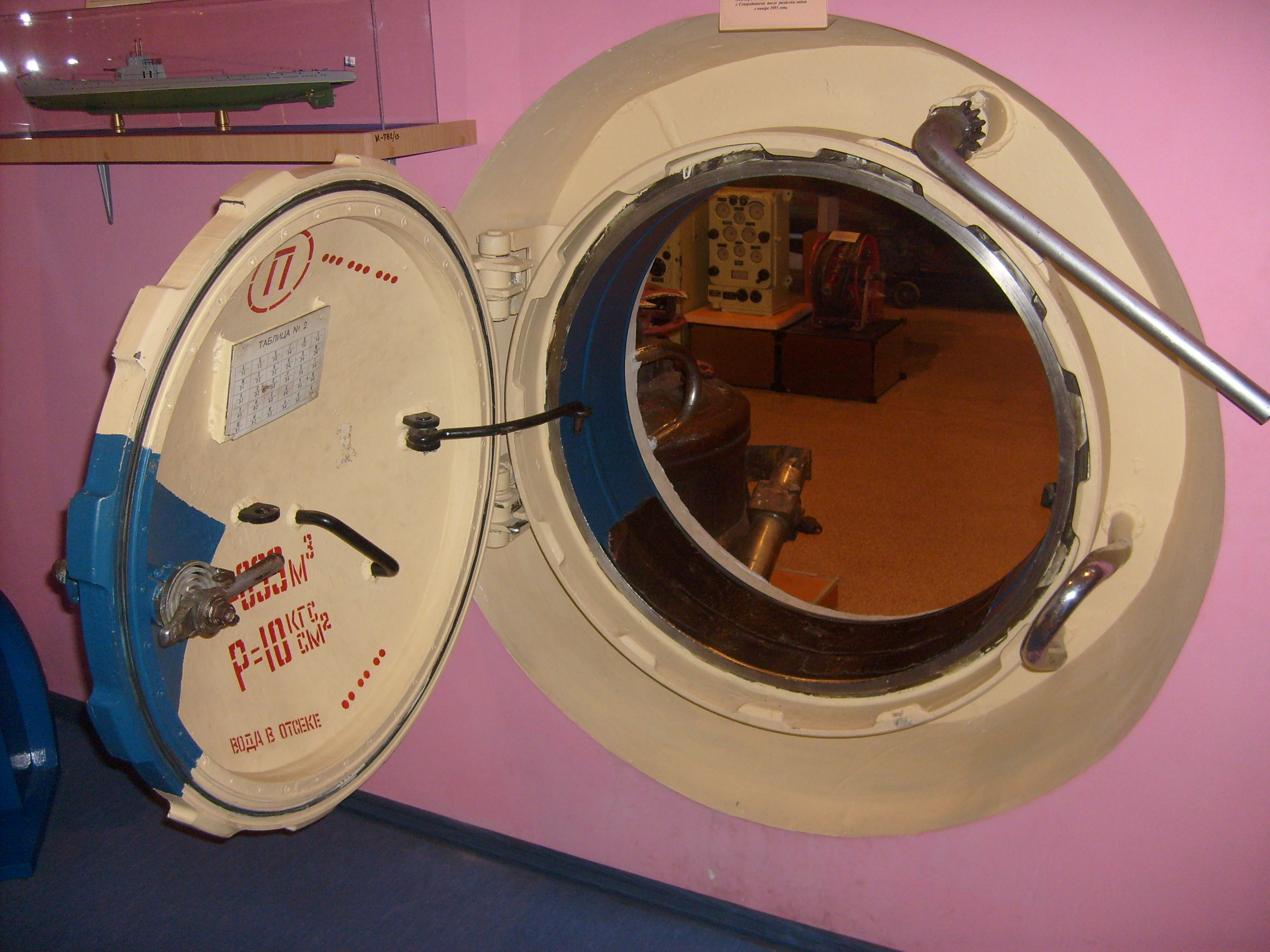
Межотсечный люк К-385 в музее имени Маринеско

Заложена в цехе ПО «Севмашпредприятие» как крейсерская подводная лодка с баллистическими ракетами 20 октября 1971 года. 11 февраля 1972 года зачислена в списки ВМФ СССР.
18 июня 1973 года была спущена на воду. 30 декабря того же года вступила в строй.
7 февраля 1974 года зачислена в состав 41-й дивизии 11-й флотилии подводных лодок Северного флота. Базировалась в Гремихе.
25 июля 1977 года переклассифицирована в ракетный подводный крейсер.
С октября 1980 по апрель 1981 года прошла средний ремонт на судоремонтном заводе «Звёздочка» в Северодвинске. Вновь вошла в строй в феврале 1981 года.
3 июня 1992 года переклассифицирована в атомный подводный крейсер стратегического назначения.
30 ноября 1994 года исключена из состава ВМФ. Утилизирована в первой половине 2003 года на предприятии «Звёздочка» в Северодвинске. Отдельные пульты и приборы (гирокомпас, гировертикаль, гироазимут) были переданы в экспозицию Музея истории подводных сил России имени А. И. Маринеско, в число экспонатов также вошёл один из переборочных люков, вмонтированный в стену в рабочем состоянии.